# 市城站

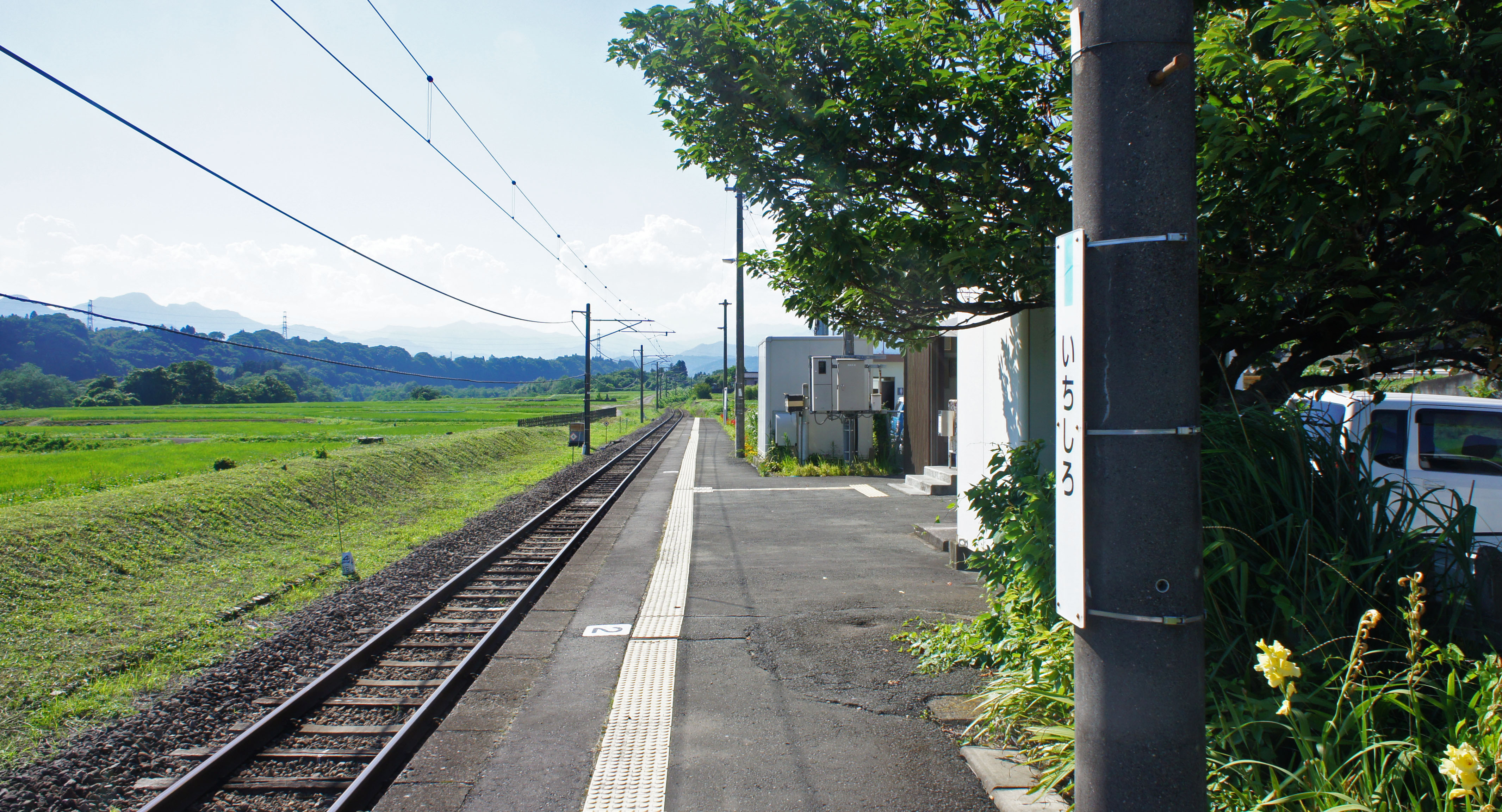
月台（2021年7月）

市城站（日语：／ Ichishiro eki */?）是位於群馬縣吾妻郡中之條町大字市城442番地，東日本旅客鐵道（JR東日本）的吾妻線車站。

## 歷史
- 1945年（昭和20年）11月20日：車站啟用[1]。
- 1971年（昭和46年）2月1日：成為無人車站。
- 1987年（昭和62年）4月1日：伴隨國鐵分割民營化，車站由東日本旅客鐵道（JR東日本）營運[2]。
- 2014年（平成26年）10月1日：此站編入至東京近郊區間[3]。

## 車站構造
車站是一座地面車站，設有1面1線的單式月台。
此站是由中之條站管理的無人車站。在1985年（昭和60年）時，車站大樓使用了已退役的貨車（棚車）進行改裝成為候車室。

## 使用狀況
以下為1日平均乘車人次：
| 年度   | 一日平均 乘車人次 |
| ------ | ----------------- |
| 2002年 | 55                |
| 2003年 | 55                |
| 2004年 | 63                |
| 2005年 | 53                |
| 2006年 | 51                |
| 2007年 | 52                |
| 2008年 | 57                |
| 2009年 | 52                |
| 2010年 | 48                |
| 2011年 | 60                |

## 車站周邊
- 吾妻溫泉 桔梗館（由東吾妻町營的即日來回溫泉設施）
- 岩井洞

## 相鄰車站
東日本旅客鐵道（JR東日本）
■吾妻線
小野上溫泉－市城－中之條

## 注腳
1. 1 2 3 4 5 6 7  . 週刊朝日百科. 12号 大宮駅・野辺山駅・川原湯温泉駅ほか. 朝日新聞出版. 2012-10-28: 24 （日语）.
2. ↑  『交通年鑑 昭和63年版』 交通協力會，1988年3月。
3. ↑   (PDF) (新闻稿). 東日本旅客鐵道. 2014-05-26  [2020-05-24]. （原始内容 (PDF)存档于2019-06-29） （日语）.
4. ↑  電氣車研究會（日语：電気車研究会）《鐵道畫刊（日语：鉄道ピクトリアル）》 1985年8月號（通卷451號） p.79 「吾妻線4駅に貨車改造の待合室」
5. ↑  群馬縣統計年鑑

## 外部連結
- 車站資訊（市城）：東日本旅客鐵道（日語）